# Saurauia clementis
Saurauia clementis är en tvåhjärtbladig växtart som beskrevs av Elmer Drew Merrill. Saurauia clementis ingår i släktet Saurauia och familjen Actinidiaceae. Inga underarter finns listade i Catalogue of Life.